# Sint Geertruid (gemeente)
Sint Geertruid is een voormalige gemeente in Nederlands Zuid-Limburg, die  bestond uit het gelijknamige dorp en de gehuchten en buurtschappen Herkenrade, Eckelrade, Moerslag, Libeek en Bruisterbosch. In 1982 ging Sint Geertruid op in de gemeente Margraten. Deze gemeente ging zelf in 2011 op in Eijsden-Margraten.
Sint Geertruid ontstond op 6 maart 1828 uit gedeelten van de gemeenten Breust en Eijsden. 
De eerste burgemeester van deze gemeente was Otto Roosen, die op de herenhoeve 'Bruisterbos' te Bruisterbosch woonde. Deze hoeve heet nu nog Roosenhof.
Sint Geertruid grensde aan de gemeenten Mesch, Eijsden, Rijckholt, Gronsveld, Margraten, Mheer en in het zuiden het Belgische 's-Gravenvoeren.
In de gemeente stond één parochiekerk, de St. Gertrudiskerk in St. Geertruid. Inwoners van omliggende gehuchten waren aangewezen op deze kerk of de Sint-Bartholomeuskerk te Eckelrade die behoorde tot gemeente Gronsveld.

## Buurtschappen
Buurtschappen van Sint Geertruid zijn:
- Bruisterbosch; eveneens gesticht vanuit Breust. ("Breusterbos", dus).
- Herkenrade; gesticht vanuit de heerlijkheid Eijsden en tot in de 19e eeuw "Eijsden op den berg" geheten.
- Libeek; gesticht in de 13e eeuw; momenteel 25 huizen en hoeven, waaronder hoeve Libeek, die nog gedeelten bevat van het kasteel, dat zij vroeger was.
- Moerslag; "Weg (slag) door het moeras". Is gelegen op een steile helling en daardoor later (14e eeuw) ontstaan, dan de andere buurtschappen. Waarschijnlijk gesticht vanuit Mesch, (thans een buurtschap in de gemeente Eijsden) en lange tijd daarbij ingedeeld. Sint Geertruid grenst in het zuiden aan België.

## Bekende Personen
- Peter Schuijren, beeldhouwer
- Sjef Hutschemakers, kunstschilder
- Sandra Schoenmakers, beeldhouwster
- Wil Roebroeks, wetenschapper, paleolithisch archeoloog, winnaar van de Spinozaprijs 2007
- Luc Amkreutz, steentijdarcheoloog, conservator Prehistorie van het Rijksmuseum van Oudheden in Leiden.

## Referentie
1. ↑  Meer, Ad van der en Boonstra, Onno "Repertorium van Nederlandse gemeenten" 1812–2011, KNAW, 2006/2011 download (archive.org)